# Алан Скотт
Алан Скотт (англ. Alan Scott) — супергерой вселенной DC Comics. Первый супергерой, носивший псевдоним Зелёный Фонарь. Персонаж был создан Мартином Ноделлом и Биллом Фингером в 1940 году. В июле 1940 года персонаж дебютировал на страницах выпуска All-American Comics #16.
Алан Скотт носил костюм, основанный на греческой мифологии, и боролся со злом при помощи магического кольца, дающего ему самые разнообразные сверхчеловеческие возможности, включая полёт, долголетие, создание конструкции из «твёрдой энергии» и многое другое. Персонаж появлялся в различных сериях комиксов, несколько раз возрождался по просьбе многих фанатов. Он был одним из тех персонажей, которые стали членами-основателями Общества Справедливости Америки.

## История публикаций
Оригинальный образ Зелёного Фонаря был создан американским художником Мартином Ноделлом. Ноделл упомянул, что этот образ был вдохновлён образом кондуктора с зелёным железнодорожным фонарем, которого Ноделл увидел в опере цикла Рихарда Вагнера «Кольцо Нибелунга». После просмотра оперы у Ноделла появилась идея создать супергероя, который бы обладал различными магическими силами, использовал их при помощи кольца, а также имел при себе фонарь, при помощи которого подзаряжал бы это кольцо. Художник хотел, чтобы у персонажа был яркий и интересный костюм, в основе которого лежали бы элементы греческой мифологии. В одном не датированном интервью Ноделл вспоминал:
После того, как я представил концепцию персонажа, я ждал больше недели прежде чем меня пригласили прийти. Меня сопроводили в офис мистера [Макса] Гейнса, издателя, и, после долгого сидения и перелистывания страниц моей презентации, он, наконец, сказал «Он нам нравится!». А затем: «Можешь начинать работу!».  Я сделал пять страниц из восьми положенных прежде, чем они пригласили мне в напарники Билла Фингера. С ним на пару мы проработали семь лет [до 1947 года].
Имя «Алан Скотт» Ноделл выбрал, просматривая телефонный справочник Нью-Йорка до тех пор, пока не выбрал два наиболее понравившихся имени.
В июле 1940 года вышел выпуск All-American Comics #16, на страницах которого впервые дебютировал Алан Скотт; в выпуске он боролся с преступностью, используя псевдоним «Зелёный Фонарь». Зимой 1940 года он появился на страницах выпуска All-Star Comics #3 в качестве члена Общества Справедливости Америки. Он стал вторым председателем команды в выпуске #7, но впоследствии на несколько лет он оставил эту должность, оставшись, тем не менее, одним из основных персонажей. Как правило, враги Алана Скотта были обычными людьми, но иногда встречались и сверхъестественные — вроде бессмертного Вандала Сэвиджа или зомби Соломона Гранди. Персонаж стал довольно популярным и в том же году руководство DC Comics решило дать ему собственную серию комиксов. Большинство событий серии комиксов о Зелёном Фонаре Алане Скотте происходило в Нью-Йорке.
В 1941 году на страницах комиксов появился напарник Алана Скотта, полный бруклинский таксист Дойби Диклз. Дойби не был особо популярен среди читателей и через год его было решено вывести из сюжета. В 1948 году у Алана Скотта появился другой напарник — собака по кличке Стрик. Стрик снискал огромный успех у читателей и даже получил свою собственную серию комиксов.
После окончания Второй мировой войны популярность супергероев резко пошла на убыль. Серия комиксов о Зелёном Фонаре была отменена в 1949 году, после выхода 38-го выпуска, и All-American Comics отказались от супергеройской темы в пользу историй в стиле вестерн. Последнее появление Алана Скотта версии Золотого века комиксов состоялось в 1951 году, на страницах выпуска All-Star Comics #57. Комиксы об этом персонаже выходили в течение почти 12 лет. Несмотря на это, даже после возрождения, Алан Скотт больше не появлялся в качестве персонажа своей собственной серии комиксов.
В 1959 году редактору DC Comics Юлиусу Шварцу было поручено возродить некоторых старых супергероев в новом облике. Новый Зелёный Фонарь, Хэл Джордан, стал в большей степени научно-фантастическим персонажем, чем персонажем с магическими силами. Эта версия Зелёного Фонаря была уполномочена инопланетными существами охранять различные миры в качестве межзвёздного полицейского и имела много своих собственных, космических, приключений. Силы и способности Хэла Джордана были практически идентичны таковым у Алана Скотта, однако данных персонажей кроме этого ничего не связывало — во вселенной Хэла Джордана никогда не существовало супергероя по имени Алан Скотт. Популярность Хэла Джордана была высокой, но и у старого Зелёного Фонаря всё ещё оставались преданные фанаты. В 1963 году Алан Скотт появился в качестве второстепенного персонажа на страницах выпуска The Flash #137. Чтобы избежать противоречий с более ранними историями о Хэле Джордане (согласно которым Алан Скотт не существует в этой вселенной), создатели сделали Алана Скотта жителем параллельной вселенной. В течение 1970—1980-х годов Алан Скотт несколько раз появлялся на страницах комиксов о персонажах Серебряного века после использования различных магических или технологических приспособлений. В 1976 году Алан Скотт неоднократно появлялся среди других членов Общества Справедливости Америки на страницах возрожденной серии комиксов All-Star Comics и более поздней серии Adventure Comics; события обеих серий происходили в 1970-х годах. В 1981 году DC Comics стали выпускать серию комиксов All-Star Squadron, сюжет которой рассказывает о том, как Алан Скотт и Общество Справедливости Америки принимают участие во Второй мировой войне.
В 1986 году редакторами DC Comics было принято решение объединить всех созданных ими персонажей в одной-единственной вселенной; в результате этого решения была выпущена ограниченная серия комиксов «Кризис на бесконечных Землях». По итогам событий Кризиса Алан Скотт и Хэл Джордан разделили одну вселенную. DC Comics решили показать историю персонажа и других членов Общества Справедливости Америки в виде ван-шота Last Days of the Justice Society, согласно которому Алан Скотт оказался в ловушке в ином измерении. В 1990-х годах по просьбе поклонников персонажа DC Comics вернули Алана Скотта на страницы своих комиксов. Вместо того, чтобы вновь представить Алана Скотта молодым супергероем, как это случилось с Бэтменом и Суперменом, DC Comics показали его ветераном Второй мировой войны, который из-за воздействия кольца живёт намного дольше обычного. Чтобы отличать Алана Скотта от Хэла Джордана, персонаж на некоторое время получил псевдоним «Сентинель» и, вместо того, чтобы использовать кольцо, он творил «твёрдую энергию» руками. В 2003 году, в выпуске JSA #50, его образ вернулся к классическому (с кольцом и прежним псевдонимом), тем не менее сохранив независимость от образа члена Корпуса Зелёных Фонарей Хэла Джордана. Он был постоянным персонажем на страницах серий комиксов JSA и Justice Society of America.
В 2011 году редакторами вновь было принято решение пересмотреть все созданные персонажи. В результате перезагрузки Вселенной DC Алан Скотт и Хэл Джордан вновь стали существовать в параллельных вселенных. Новая версия Алана Скотта была представлена в виде молодого и сильного супергероя. В таком образе Алан Скотт появился в 2012 году, на страницах выпуска Earth 2 #3. Согласно этому выпуску костюм был полностью перепроектирован: создатели отказались от плаща, цвет изменили на полностью зелёный, а поверхность костюма приобрела плавность и гладкость линий.

## Биография

### Золотой и Серебряный века

#### Обретение сил
Происхождение сил Алана Скотта объясняется метеороидом, который упал в Китае за тысячи лет до его рождения и оказался неким мистическим «зелёным пламенем». Это «пламя» предсказало, что им будет дарована смерть, жизнь и сила. Согласно дальнейшим событиям, один изготовитель ламп выковал из вещества метеороида лампу, однако жители его деревушки посчитали это кощунством, напали на мастера и погибли во взрыве зелёного огня. После лампа из метеороида попала в руки пациента клиники для душевнобольных, который перековал лампу в знакомый Алану Скотту фонарь, после чего вылечился от своей болезни и начал новую жизнь. В конце концов фонарь попадает к Алану Скотту, молодому железнодорожному инженеру. После того, как Алан практически погибает при обрушении железнодорожного моста, фонарь даёт ему инструкции о том, как создать кольцо власти, и Алан получает силу для борьбы с теми, из-за кого обрушился мост в частности, и со всеми преступниками в целом. Алан надевает разноцветный костюм, включающий красный, жёлтый, фиолетовый и коричневый цвета, что отличает его от его преемников, носивших только зелёные цвета. Также он открыл свою слабость к древесине.
Алан Скотт является членом-основателем Общества Справедливости Америки и его вторым председателем. В своём распоряжении он имел самые различные возможности (полёты, защита от металла, гипноз, детектор лжи, способность проходить сквозь стены, «двигаясь через четвёртое измерение», и прочее) в том числе и те, которые потом связывали с Зелёным Фонарём Серебряного века, Хэлом Джорданом. Однако, как выяснилось, его силы имеют слабость к предметам, сделанным из дерева, и вещам, имеющим отношение к растениям.
В течение 1940-х годов истории о Зелёном Фонаре Алане Скотте варьировались от серьёзных приключений, особенно с появлением Соломона Гранди, его заклятого врага, до легкой комедии, часто связанной с его новым помощником, Дойби Диклзом.

#### Общество Справедливости Америки
О ранней деятельности Алана Скотта в основном сообщается при помощи флэшбеков. Согласно All-Star Squadron Annual #3, Алан Скотт и общество Справедливости боролись с неким Йеном Каркулом, который наполнил их энергией/ замедлившей старение всех членов ОСА. Данный факт объяснял то, каким образом супергерои и их семьи оставались сильными даже к концу XX века. Это же событие также вынудило Скотта временно покинуть ОСА, что бы объяснило его исчезновение на некоторое время.
В 1951 году Скотт вновь вернулся в Общество, как раз, когда команда находилась под следствием Комиссия представителей конгресса по расследованию антиамериканской деятельности (англ. Joint Congressional Un-American Activities Committee, орган основан на реально существующей Комиссии по расследованию антиамериканской деятельности) по обвинению в сочувствии коммунизму. От супергероев лишь требовалось раскрыть свои личности, но все члены общества отказались это делать и вскоре оставили супергеройскую деятельность.
Общество, со Скоттом в качестве члена, было реорганизовано в 1960-х, но об их приключениях известно мало, в основном о них рассказывалось в кроссоверах Общества Справедливости Америки и Лиги Справедливости, а также в виде совместных приключений Алана Скотта и Хэла Джордана.

#### Дети
Касательно личной жизни Алана Скотта было показано, что он женился на бывшей преступнице с раздвоением личности, известной как Роза и Шип. От неё Алан имел сына и дочь, который стали супергероями Обсидианом и Джейд соответственно.
Позже Алан Скотт женился на своём бывшем враге, исправившейся преступнице Молли Мэйн, также известной как Арлекин, примирившейся с сыном и дочерью.

### Посткризисная биография
После «Кризиса на бесконечных Землях», вышедшего в 1986 году, Общество Справедливости и Лига Справедливости разделили одну общую вселенную. Как следствие этого, создателями было решено в том же году выпустить ван-шот The Last Days of the Justice Society of America Special, в котором бы объяснялась судьба Алана Скотта и других членов ОСА в этой общей вселенной. Согласно сюжету ван-шота, секретный проект Германии под личным руководством Адольфа Гитлера вызвал волну разрушений, на огромной скорости прокатившейся по всей земле. Алан и другие супергерои его эпохи, лишь недавно, ещё в период существования Земли-Два, похоронив Робина и Охотницу, отправляюся в лимбо, чтобы бороться с вечно повторяющимся Рагнарёком.

#### Возвращение
Через некоторое время, благодаря действиям Вэйврайдера, команда вместе с Аланом покидает лимбо, чтобы вернуться на пост-кризисную Землю, которую они старались спасти. Их история продолжилась в серии комиксов Justice Society of America, выпуски которой выходили с 1992-го по 1993-й год. В выпуске показывалось, как члены ОСА обживались в новом для них мире, а также как они боролись с новым воплощением Ультра-Гуманайта, а также Полем Сэнт-Германом и Волшебником Кулаком. Скотт воссоединяется с женой и детьми; согласно его словам в Justice Society of America #1, Молли «изящно справляется с делами в компании…», а Джейд и Обсидиан «…довольствуются выполнением своих личных дел в Голливуде . Не слишком интересуются супергеройской деятельностью». В последнем выпуске, Justice Society of America #10, команда, вместо того, чтобы разойтись, вновь воссоединяется для первого после возвращения домой официального собрания Общества.
Позднее Алан вместе с Гаем Гарднером и группой супергероев отправляется на Оа, на которую напал Хэл Джордан, обезумевший после разрушения Кост-сити и называющий себя Параллаксом. Алан терпит поражение в бою с Хэлом. После сражения Алан находит молодого художника, Кайла Райнера, который, как оказалось, наследует кольцо Зелёного Фонаря, и объясняет ему ситуацию с Джоданом и Корпусом Зелёных Фонарей. Во время событий Zero Hour Алан сражается со злодеем Экстентом после того, как стал свидетелем поражения и смерти своих товарищей по команде от рук злодея. Также потерпев поражение, Алан передаёт кольцо и имя «Зелёный Фонарь» Кайлу. Позднее кольцо Алана было уничтожено Параллаксом.
На какое-то время сущность звёздного сердца, заключённая внутри Алана, стала частью его тела, что позволило супергерою использовать свои способности без кольца; он берёт себе псевдоним «Сентинель» и вновь становится членом-основателем Общества. Благодаря свойствам Звёздного сердца Алан Скотт стал выглядеть и чувствовать себя намного моложе. Это привело к тому, что его жена, Молли, на которую омолаживающий эффект Звёздного сердца не воздействовал, продала душу демону Нерону в обмен на молодость. Позже Алан Скотт, при помощи Призрачного Странника и Затанны, войдёт в демоническую сферу, чтобы воссоединить душу своей жены с её бездушным телом.
После пребывания в сфере его биологический возраст был вновь изменён — Алан Скотт стал выглядеть ближе к своему истинному возрасту. В сражении с Мордру он снова начинает использовать псевдоним «Зелёный Фонарь». После он также возвращается к своему оригинальному костюму, вновь воссоздаёт кольцо и становится старейшим государственным деятелем в Обществе Справедливости и сообществе супергероев в целом. В серии Green Lantern: Rebirth Алан и его дочь Джейд помогают выжившим членам Корпуса Зелёных Фонарей, Хэлу Джордану, ранее одержимому древней сущностью страха (Параллаксом), Джону Стюарту, Гаю Гарднеру, Кайлу Райнеру и Киловогу справиться с одержимым Параллаксом стражем Гансетом. Во время сражения Алан всё больше слабеет из-за неудачных попыток Параллакса Гансета ввергнуть его душу в страх, как это произошло с Джорданом, Стюартом, Гарднером и Киловогом. Не добившись результата, параллакс решает убить Алана, но Джордан, освободившись от влияния Параллакса при помощи сущности Спектра и спасает Алана от сущности страха.
Алан Скотт упоминается во время событий Ранно-Танагарской войны — кольцо Кайла Райнера раскрывает, что он является почётным членом Корпуса Зелёных Фонарей.

#### Infinite Crisisи52
Во время событий «Бесконечного кризиса» Алан Скотт, Джейд и другие супергерои отправляются вместе с Донной Трой в центр Вселенной, чтобы спасти его от Александра Лютора-младшего. несмотря на то, что их миссия удалась и они спасли Вселенную, Джейд не выжила в битве. Год спустя после Бесконечного кризиса, Алан Скотт всё ещё молод и силён для своего истинного возраста. Он носит повязку на одном глазу, который потерял во время несчастного случая при Зета-телепортации. Несмотря на то, что он потерял дочь, в разговоре с Кайлом Райнером Алан утверждает, что у него ещё осталась семья — его близкие и друзья — и что Кайл тоже часть его семьи.
События выпуска «Неделя 4» суперсерии 52 раскрылось, что Алан Скотт потерял глаз за 11 месяцев до событий Checkmate #1, когда он и другие супергерои были объявлены пропавшими. Адам Стрэндж надеялся использовать зета-луч для телепортации супергероев подальше от пространственно-временного искажения, вызванного действиями Александра Лютора-младшего, но вместо этого искажение расщепило луч, из-за чего супергерои получили различного рода увечья при телепортации. В выпуске «Неделя 5» Алан навещает семью Человека-зверя, чтобы сообщить им, что супергероя в космосе не было. Это даёт Эллен Бейкер, жене Человека-зверя, надежду на то, что её муж всё ещё жив. В выпуске «Неделя 29» Алан, Дикий кот и Флэш Джей Гаррик собираются на День благодарения. Они обсуждают других членов ОСА, а также новую команду, Infinity Inc., членом которой была и погибшая дочь Алана, Джейд.
После того, как Алан впал в кому в результате сражения с Джентльменом-духом, он представляет себе джейд, которая прощается с ним и передаёт ему другую часть своей зелёной энергии. Очнувшись, Алан обнаруживает что вместо отсутствующего глаза у него теперь шар из зелёного пламени, а он сам, благодаря связи с этим пламенем и Джейд, может отслеживать астральные тела и мистические формы жизни, вроде призраков.

#### One Year Later
В течение последующего года Алан Скотт присоединился к организации «Шах и мат» в качестве Белого короля, а его друг, мистер Террифик — в качестве его Белого слона. Вскоре после этого у него возникают конфликтные отношения с Чёрной королевой, Сашей Бордо, из-за насильственных методов «Шаха и мата», особенно когда Саша и её люди вырезали дюжину солдат Кобры при набеге на их убежище. По мнению Саши Бордо, цель оправдывает средства, в то время как Скотт полагает, что герои не должны убивать, если в этом нет необходимости. В ответ Бордо требует у Скотта отставки. Параллельно данному конфликту, Скотт и Белая королева (Аманда Уоллер) пытаются воспрепятствовать роспуску организации политическими силами.
После возвышения Гога, Алан объединяется с членами Общества Справедливости, которые выступают против слишком простого взгляда Гога на мир. Однако, после столкновения с обществом Справедливости из параллельной вселенной, где его дочь Джейд жива, он становится одержим поисками способа воскресить свою дочь. Позднее Песочный человек узнаёт, что Гог пытается слиться с Землёй и что, если он продолжит пытаться ещё сутки, то Земля просто уже не сможет жить без его сущности. Остальные члены Общества прибывают, чтобы отделить голову Гога от Земли, что является единственным способом спасти планету. Другие члены Общества пытаются защитить гога, но только до тех пор, пока не заметили, как Гог нападает на одного из них. Тогда последователи Гога, в том числе и Магог, отказываются от его благословения. ОСА побеждают Гога и отправляют его к Стене Источника, однако Алан больше не сможет увидеть свою дочь.
В серии комиксов «Финальный Кризис» Алан возглавил силы сопротивления Дарксайду как один из супергероев, ответивших на Статью X. В выпуске Final Crisis #5 он защищает штаб-квартиру «Шаха и мата» в Швейцарии от сил Уравнителей. Несмотря на то, что Донна Трой пытается надеть на Алана шлем Уравнителя, его спасает Человек-ястреб.
Во время событий «Темнейшей ночи» Алан и Общество Справедливости сражаются против воскресших в качестве Чёрных Фонарей своих мёртвых товарищей и Кал-Ла. После того, как Джаким Тандер потерпел поражение, Алан Скотт наряду с другими поместил его силы в специальную «Бомбу для Чёрных Фонарей», которая сымитировала удар молнии Джакима и уничтожила всех Чёрных Фонарей в Нью-Йорке. В финальной битве его дочь Джейд воскресла под действием сил белого света.

#### Brightest Day
В начале событий кроссовера Brightest Day Алан Скотт лежит на руках у своего сына, Обсидиана, и бьётся в конвульсиях, в то время как из него вытекает зелёный свет. Его тело стало одержимо, после чего оно безвольно улетело, а товарищи Алана преследовали его до Германии. Там они встречают Лигу Справедливости Бэтмена и выясняется, что Джейд, которая всё это время восстанавливала силы на Оа, вернулась на Землю на зелёном метеороиде, который, как оказалось, был тем самым Звёздным сердцем, которое дало Алану силы. Себастьян Фауст объясняет, что Звёздное сердце в течение долгого времени брало людей Земли под свой контроль. Теперь же, когда оно на Земле, оно создаёт более сильных, но в то же время безумных металюдей по всей планете. Джейд объясняет, что Звёздное сердце поймало её в космосе и намеренно принесло её на Землю, чтобы найти Алана, что всё это — её вина и теперь её отец в опасности. В этот момент Алан просыпается и его костюм преобразуются в доспехи, идентичные тем, что он носит в серии Kingdom Come, а сам Алан сообщает супергероям, что предназначен для разрушения мира.
Стармен отправляется в космос, чтобы найти сбежавшего Алана, и выясняет, что тот построил на Луне собственную крепость. Прежде, чем Стармен успевает кого-либо предупредить, Алан появляется и вырывает камень, дающий Стармену способности, из его груди, оставляя супергероя раненным и бессильным. Звёздное сердце тем временем использует своё влияние, чтобы искусить металюдей со способностью к магии либо управлению природными стихиями, тем самым ввергая мир в хаос. Вычислив, что для прекращения хаоса Алан должен умереть, Бэтмен использует Мисс Марсианку, чтобы телепатически связаться со Старменом и выяснить местоположение Алана. После этого Бэтмен собирает ударный отряд, состоящий из него самого, Джейд, Человека-часа, Донны Трой, Джесси Квик и Мистера Америки, так как только у них шанс попасть под влияние Звёздного сердца достаточно низок. Мистер Чудо сообщает, что Алан установил в крепости оборону из технологий Четвёртого мира, после чего Мистер Чудо предлагает свои услуги, как того, кто знаком с технологиями Четвёртого мира. Он проводит их по крепости прямо к Алану, после чего Джейд использует свои силы, чтобы вернуть отцу рассудок. Алан, очнувшись от влияния Звёздного сердца, решает не уничтожать Изумрудный город, ту самую крепость, а позволить стать домом для различных волшебных существ со всех уголков Вселенной DC.
После событий Ярчайшего Дня Алан и другие члены ОСА преследуют в Монумент-Пойнт метачеловека-террориста по прозвищу Коса. В ходе борьбы Коса ломает Алану шею. Как выяснилось, Коса был результатом экспериментов в области генной инженерии, проводимых в нацистской Германии, а задание поймать Косу было выдано самим президентом, при этом предполагая убийство террориста. Однако Алан и Джей не смогли договориться о конкретных действиях, в результате Косу оставили в живых. Доктар Мид-Найт выяснил, что раны Алана от сражения с Косой были таковы, что попытка их излечить энергией кольца вновь позволит Звёздному сердцу взять контроль над Аланом.
Джейд навещает отца в изумрудном городе, где тот находится, будучи прикованным к постели. Она предлагает ему использовать её способности для того, чтобы исцелиться. Однако Алан отказывается, мотивируя это тем, что не может позволить Звёздному сердцу причинить вред кому-то из горожан. Тем временем на город нападает Эклипсо, на помощь городу приходит Джесси Квик, целью которой было защитить Алана.
Позднее ОСА сражается со злодеем Д’аркеном, который сбежал из тюрьмы, находящейся под Монумент-Пойнт, и поглотил силы всех металюдей-членов ОСА. В результате Д’аркен стал слишком могущественным. Пока с ним сражались члены ОСА без суперсил или с магическими возможностями, было решено, что Звёздное сердце является единственной силой, способной уничтожить Д’аркена. В момент, когда сила Звёздного сердца была высвобождена, тело Алана сгорело из-за огромного количества всей выходящей энергии. Впоследствии члены ОСА идут на похороны Алана и верят, что он мёртв.

## Другие версии

### The New 52
Перезагрузка всей Вселенной DC в 2011 году снова поместила Хэла Джордана и Алана Скотта в разные вселенные; Алан, вновь став молодым главой компании CGC, теперь существовал на Земле-2 (параллельная вселенная в рамках новой Мультивселенной DC). 1 июня 2012 года DC Comics объявили, что Алан Скотт будет представлен в качестве гомосексуала. В выпуске #3 был показан его парень, Сэм, которому Алан намеревается сделать предложение во время отпуска в Китае. Однако прежде, чем у него появится возможность это сделать, поезд, на котором ехала пара, терпит крушение. Только благодаря таинственному зелёному пламени Алан выживает и быстро излечивается. Голос из этого пламени сообщает ему, что нечто ужасное, угрожающее всему миру, вызвало это крушение и что Сэм не выжил. Убитый горем Алан принимает возможность отомстить за Сэма и защитить мир — зелёное пламя окутывает Алана, превращает кольцо для помолвки в кольцо власти} и одевает Алана в зелёный костюм. Рождённый заново как Зелёный Фонарь, Алан Скотт помогает другим оставшимся в живых и клянется отомстить за Сэма. Данная версия Зелёного Фонаря Алана Скотта черпает свою энергию от мистического существа по имени Зелень (англ. The Green), связывающего всю органическую жизнь на Земле.

### Kingdom Come
В ограниченной серии комиксов Марка Уэйда и Алекса Росса Kingdom Come Алан является единственным Зелёным Фонарём на Земле. Он живёт на космической станции «Новая Оа», вращающейся вокруг Земли, и использует эту станцию как базу для предотвращения инопланетных вторжений; преступления людей его давно не интересуют. После того, как Супермен вернулся к супергеройской деятельности, Алан воссоединяется с Лигой Справедливости, чтобы справиться с суперзлодеями, ввергшими Землю в хаос. После того, как злодеи были побеждены, Алан Скотт стал членом Ассамблеи ООН как посол суверенного государства Новая Оа.
В данной серии комиксов Алан Скотт носит костюм, разработанный на основе тяжелых доспехов средневековых рыцарей. В подобном костюме он появлялся и в основной линии комиксов, в основном, когда он использует избыточное количество зелёной энергии.

### JSA: The Unholy Three
Другая версия Алана Скотта представлена в серии комиксов JSA: The Unholy Three. В этой действительности Алан Скотт после Второй мировой войны стал работать на спецслужбы. Кольцо силы Алана давало спецслужбам преимущество, так как при помощи него можно было определить, лжет человек или нет. Кольцо, вместе с левой рукой Алана, было уничтожено Суперменом.

### Green Lantern: Evil’s Might
В данной серии комиксов, выпущенной импринтом Elseworlds, Алан Скотт является лидером банды Тёмно-Зелёных (англ. Bowery Greens). Алан Скотт крадёт волшебный камень со свойствами, похожими на свойства кольца Кайла Райнера, а позднее — фонарь Кайла. В финальном столкновении Алан смертельно ранит Кайла, однако сам оказался в ловушке внутри кольца Кайла.

### The Golden Age
The Golden Age, ещё одна из серий комиксов импринта Elseworlds, принадлежащего DC Comics, показывает Алана Скотта в качестве подследственного в Комиссии по расследованию антиамериканской деятельности. Причиной его ареста послужил тот факт, что он отказался передать Комиссии нескольких людей, которых считали коммунистами. В финальной битве с Динаменом, Джонни Квик называет Алана «большим парнем», подразумевая, что Алан был одним из величайших героев эпохи (однако существует вероятность, что Квик всего лишь отметил высокий рост Алана Скотта).

### Superman & Batman: Generations
Одна из версий Алана Скотта появилась в серии комиксов Superman & Batman: Generations. Согласно сюжету, кольцо Алана Скотта действительно когда-то было кольцом члена Корпуса Зелёных Фонарей, но было утеряно на Земле много лет назад. Также было показано, что при первом использовании кольца Алана оглушил неизвестный, подкравшись сзади и ударив деревянной битой. Это заставило Алана думать, что его кольцо имеет слабость к дереву, и вызвало провал в памяти (простое объяснение, отсылающее к слабости Корпуса Зелёных Фонарей к жёлтому цвету).

### 52
В последнем выпуске суперсерии 52 была показана новая Мультивселенная, первоначально состоящая из 52 идентичных реальностей. Вследствие поедания реальностей Мистером Разумом она приобретает визуальные аспекты докризисной Земли-Два, включая Зелёного Фонаря и других членов Общества Справедливости. Настоящие имена супергероев этой реальности никогда не упоминались, однако облик Зелёного Фонаря соответствует облику Алана Скотта. Согласно Гранту Моррисону, данная реальность не является докризисной Землёй-Два. В выпуске Justice Society (vol. 3) #20 появилась Джейд из пост-кризисной Земли-2 и была очень удивлена увидеть отца живым и здоровым, так как в её реальности Алан Скотт был уже мёртв.

### Superman: Red Son
Алан Скотт появляется в серии комиксов Superman: Red Son в качестве члена Морского Корпуса Зелёных Фонарей.

## Силы и способности
Алан контролирует магическую силу Звёздного Сердца — магической сущности, однажды захваченной Стражами. После уничтожения кольца длительная привязанность к энергии оставила Алана, позволив создавать зелёное пламя и различные конструкции исключительно за счёт силы воли, без кольца и без подзарядки от фонаря.
- Создание твёрдых объектов — Скотт может создавать простое оружие, ловушки, гигантские руки, стены;
- Долголетие — кольцо придало Скотту вечную жизнь и его старение является лишь подчинением кольца его силе воли;
- Полёт;
- Способность проходить сквозь твёрдые предметы;
- Гипноз;
- Манипуляции с энергией — имитация различных веществ, видов излучения или волн, способность усилием воли создавать их манипулировать ими;
- Невидимость;
- Защитное поле — способность создавать энергетическое защитное поле вокруг себя и других объектов;
- Мимикрия — предположительно, может использовать силу кольца, чтобы перенимать на время способности других героев;
- Электромагнитная чувствительность — способность почувствовать колебания электромагнитных волн.

## Вне комиксов

### Телевидение
- В эпизоде из двух частей «Легенды» мультсериала «Лига справедливости» появляется супергерой Зёлёный Охранник (настоящее имя Скотт Мэйсон). В эпизоде он был озвучен Уильямом Кэттом. Согласно сюжету Джон Стюарт и несколько членов Лиги попадают в параллельную вселенную, где встречают Гильдию Справедливости Америки[англ.] (образы всех членов Гильдии основаны на образах членов Общества Справедливости). Зелёный Страж является данью уважения Алану Скотту. Его кольцо силы имеет слабость к алюминию.
- Алан Скотт появляется в эпизоде «Абсолютное правосудие» телесериала «Тайны Смолвиля». В 1970-х он был главой неназванной телекомпании и известным супергероем, пока его не арестовало правительство и, в стремлении расправиться с ОСА, не обвинило в мошенничестве. Алан, как и другие, был готов признать все обвинения, но его отпустили. Однако, из-за того, что все знали его личность, он был вынужден оставить супергеройскую деятельность. В XXI веке Кларк Кент и Хлоя Салливан[англ.] нашли чёрно-белое видео с Аланом (на руке заметно кольцо силы) и его досье. О нём было мало что известно, но Старгёрл[англ.] подтвердила, что он жив, и намекнула, что у него есть дети. Также в штаб-квартире ОСА можно увидеть его кольцо и фонарь в витрине, а также изображение на общем портрете. В комиксе-продолжении сериала упоминалось, что Алан Скотт был членом Корпуса Зелёных Фонарей[33].
- В эпизоде «Кризис: 22 300 миль над Землёй!» сериала «Бэтмен: Отважный и смелый» Алан Скотт вместе с другими членами ОСА появляется на Сторожевой Башне в качестве гостей. Его озвучил Кори Бёртон
- Алан Скотт имеет бессловесное камео в эпизоде «Человечность» мультсериала «Юная Лига Справедливости». Его можно увидеть в архивной записи с членами ОСА
- В мультсериале «Зелёный Фонарь», хоть он никогда не появлялся в нём, на него имеются отсылки в эпизоде «Паровой Фонарь». Согласно словам Джила Брума (он же Паровой Фонарь) его вдохновил супергерой по имени Зелёный Фонарь, который носил красное и у него было кепи.

### Фильмы
- Алан Скотт имеет камео во вступительных титрах анимационного фильма «Лига Справедливости: Новый барьер». Согласно показанным кадрам, он оставляет супергеройскую деятельность из-за конфликта с правительством.
- В фильме 2011 года «Зелёный Фонарь» на Алана Скотта был сделан тонкий намёк в диалоге между Хэлом Джорданом и Кэррол Феррис: «Так всё работает из-за этого волшебного кольца?», что является отсылкой к изначальному взгляду авторов комиксов на источник силы Зелёных Фонарей.

### Видеоигры
- Алан Скотт появляется в игре DC Universe Online. Его озвучил Джейсон Фелппс.
- В игре Batman: The Brave and the Bold – The Videogame замечена статуя Алана Скотта

### Роман
«Спящие» — трилогия, автором идеи которой является Майк Бэрон и которую написал Кристофер Прайест. Каждый том трилогии посвящён одному из воплощений Зелёного Фонаря, в том числе и Алану Скотту.

### Коллекционные фигурки
В 2010 году вышла коллекция фигурок Wave 14 of Mattel’s DC Universe Classics, в которой имеется также и коллекционная фигурка Алана Скотта.

## Коллекции комиксов о персонаже
- Golden Age Green Lantern Archives Vol. 1 (Green Lantern Vol. 1 #1 и All-American Comics #16-30)
- Golden Age Green Lantern Archives Vol. 2 (Green Lantern Vol. 1 #2-3 и All-American Comics #31-38)
- JSA Presents: Green Lantern (Green Lantern: Brightest Day, Blackest Night (one-shot); JSA: Classified #25, #32-33)
- Crisis on Multiple Earths: The Team-Ups Vol. 1 (Green Lantern Vol. 2 #40)
- Crisis on Multiple Earths: The Team-Ups Vol. 2 (Green Lantern Vol. 2 #45, 52)